# ديازيبين

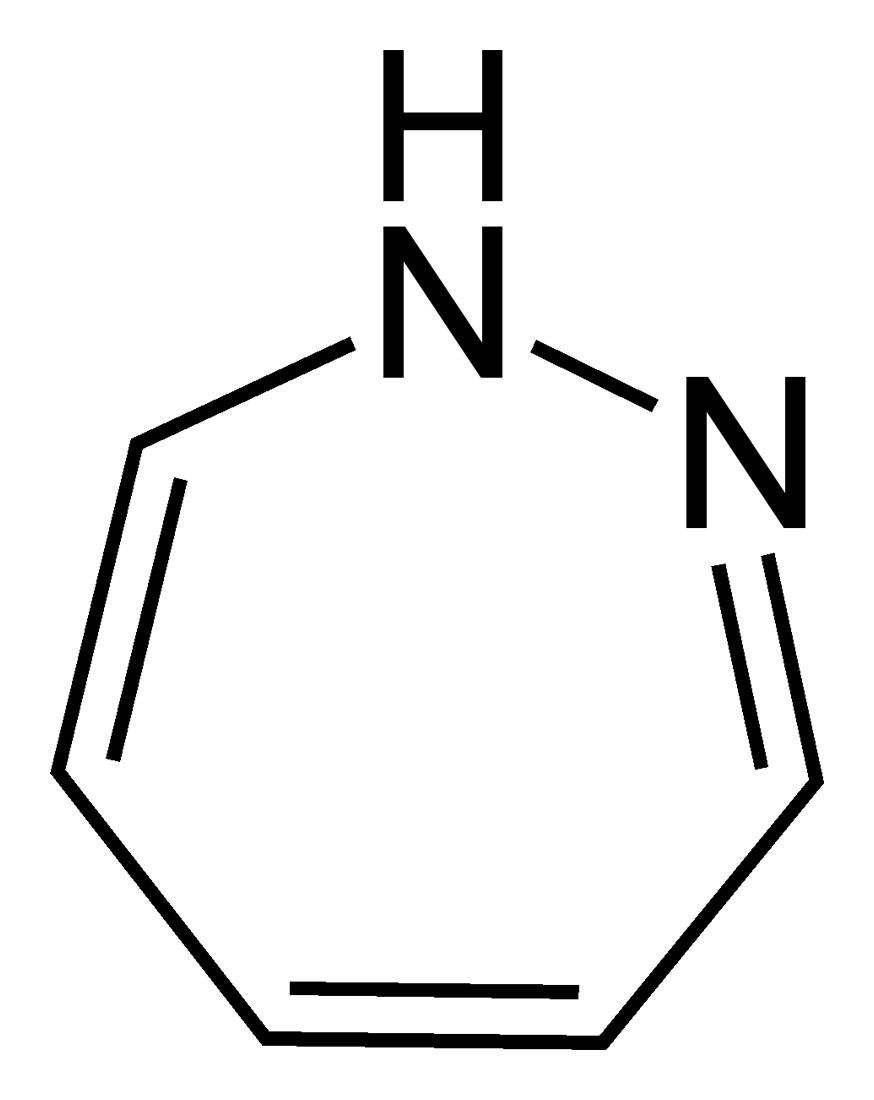

الديازيبين (Diazepine) هو مركب حلقي غير متجانس من سبع ذرات يحتوي على ذرتي نيتروجين في الحلقة.
من أمثلته:
- 2،1-ديازيبين
- 3،1-ديازيبين
- 4،1-ديازيبين

عندما ترتبط هذه المركبات بحلقة بنزين تكونان مركز مركبات تدعى بنزوديازيبين.